# Thomas Sørensen (Esbjerg)
 Der er flere personer med dette navn, se Thomas Sørensen.
Thomas Sørensen er en dansk fodboldspiller, som spiller i Esbjerg fB.
Thomas spillede tidligere i U-truppen i EfB – lige under førsteholdstruppen.
 Der er for få eller ingen kildehenvisninger i denne artikel, hvilket er et problem. Du kan hjælpe ved at angive troværdige kilder til de påstande, som fremføres i artiklen.